# Kazimír Osvětimský
Kazimír Osvětimský (1393/99–1433/34) byl kníže osvětimský, tošecký a hlivický pocházející z dynastie slezských Piastovců.
Byl synem osvětimského knížete Přemysla I. Po smrti otce roku 1406 prováděl regentskou vládu nad Osvětimským knížectvím nejprve jeho děd Přemysl, po jeho smrti roku 1410 pak Kazimírův strýc Boleslav. Plná vláda nad Osvětimskem připadla Kazimírovi až roku 1414 spolu s městy Toškem a Hlivicemi. V roce 1428 byl donucen po vpádu husitů do Slezska s těmito uzavřít dohodu. Po jeho smrti si knížectví rozdělili tři jeho synové.